# 2017-es sajráti rakétatámadás
A 2017-es sajráti rakétatámadás 2017. április 7-én hajnalban, történt, amikor az Amerikai Egyesült Államok 59 Tomahawk robotrepülőgépet lőtt ki a Földközi-tengerről Szíriába, melynek célpontja a szíriai kormány által ellenőrzött Sajráti Légibázis volt. A támadás végrehajtásért Donald Trump, az Amerikai Egyesült Államok elnöke a felelős, aki ezt az április 4-én történt Han Sejkún-i vegyi támadásra adott válaszképp rendelte el.
Ez volt az első olyan, az Amerikai Egyesült Államok által indított egyoldalú támadás, melynek célpontja a szíriai polgárháború során a baasztista szíriai kormány serege volt. Trump röviddel később ezt állította: „Most az az Amerikai Egyesült Államok életfontosságú nemzeti érdeke, hogy megakadályozza a halálos vegyi fegyverek használatát, és ettől mindenkit elrettentsen.”
A Szíriai Légierő pár órával később már repülőgépeket küldött innét a felkelők ellen. Ennek lehetőségét sokan annak tulajdonítják, hogy az USA előzőleg figyelmeztette a támadásra Szíria szövetségesét, Oroszországot.

## A támadás
Április 6-án este Trump értesítette a rakétatámadásról szóló terveiről a kongresszus tagjait. A Fehér Ház egyik dolgozója elmondta, több mint 2 tucat tag kapott értesítést. Az USA nemzetközi szinten is több országot előzetesen értesített a tervéről, többek között Kanadát, az Egyesült Királyságot, Ausztráliát és Oroszországot. Az amerikai hadsereg arról számolt be, azért tudatták a terveket Oroszországgal, hogy minimalizálni tudják az orosz veszteségek esélyét. A Fehér Ház Főstratégája, Steve Bannon a jelentések szerint ellenezte a tervet, és nem értett egyet az elnök főtanácsadójával, Jared Kushnerrel, aki a hírek szerint támogatta a támadást. bevetésre sem a Kongresszus, sem az Amerikai Egyesült Államok Biztonsági Tanácsa nem adott felhatalmazást.
A támadás célpontja Homsz kormányzóságban a Sajráti Légibázis volt, ami az amerikai hírszerzés szerint az április 4-én elkövetett Han Sejkún-i vegyi támadást végrehajtó repülőgép bázisa volt, a támadás célja pedig légvédelmi berendezések, hangárok és üzemanyagok megsemmisítése volt. Az USA tartózkodott a bázison lévő, feltételezhetően szarin gázt tároló raktárak megsemmisítésétől. Az USA Haditengerészetének két hajójáról, a USS Ross DDG-71-ről és a USS Porter DDG-78-ról 59 Tomahawk rakétát lőttek ki helyi idő szerint 4:40 táján.
Ez volt az első alkalom, hogy az USA nemzetközileg elismerte, hogy Bassár el-Aszad szíriai elnök seregei ellen támadást hajt végre.

## Áldozatok
Az USA Központi Parancsnoksága egy sajtóbeszámolóban azt írta, a Tomahawk rakéták „harci repülőgépeket, megerősített harci repülőgépeket, tárolókat, benzin- és logisztikai raktárakat, lőszerutánpótlást biztosító bunkereket, védelmi rendszereket és radarokat” találtak el. A kezdeti amerikai jelentések szerint”nagyjából 20 repülőgépet megsemmisítettek,” és a kilőtt 59 robotrepülőgépből 58 célba ért, és „célpontját megsemmisítette vagy súlyosan megrongálta”. Műholdfelvételek alapján megállapítható, hogy a kifutópályák és a gurulóutak sértetlenek maradtak, és harci repülőgépek már április 7-én, néhány órával a támadás után indultak a légibázisról. Az amerikaiak azonban azt nem állították, hogy a kifutópályák célpontok lettek volna. Egy későbbi, április 10-i jelentésében az amerikai Védelmi Minisztérium azt állította, a támadás a szíriai kormány harcrendbe állított repülőgépeinek 20%-át megsemmisítette, és a légi bázison már nem lehet repülőgépet utántölteni vagy újra felfegyverezni.
Egy független vizsgálattal, mellyel megállapították a robbanások okozta károkat, megállapították, hogy 44 helyen értek találatot, több célpontot egynél több rakéta is eltalált. Ezekre a légibázisról 10 órával a támadás után készített felvételek alapján jöttek rá.
Az SOHR azt közölte, a támadásban több mint egy tucat hangár, egy üzemanyagraktár és egy légvédelmi bázis megsemmisült.
Az Al-Masdar News jelentése szerint 15 harci repülőgép megrongálódott vagy megsemmisült, az üzemanyag-tankok szétlövése miatt pedig nagy robbanások voltak, és nagy tüzek csaptak lángra.
Az orosz védelmi minisztérium szerint a „támadás hatékonysága” „extrém alacsony” volt. A bázist csak 23 rakéta találta el, melyek hat repülőgépet semmisítettek meg, és azt nem lehet tudni, hogy a maradék 36 hol ért földet. Az orosz hírtelevíziók egy repülőbázison lévő szíriai hírforrás alapján arról számoltak be, hogy a támadásban kilenc repülőgépet semmisítettek meg, melyek a támadás időpontjában nem voltak bevetésben.
Lost Armour online fényképadatbázisában, melyben a szíriai polgárháború alatt tönkretett járműveket mutatja be, 10 gépről vannak felvételek, melyeket a Sajráti Légibázison készítettek.
Hét vagy kilenc szíriai katonát megöltek, többek között egy tábornokot; A támadás időpontjában orosz katonai személyzet is tartózkodott a területen. A szíriai állami hírügynökség, a SANA szerint a támadásnak kilenc polgári áldozata is van, akik közül négy gyermek volt. A SANA azt is hozzátette, hogy 5 áldozat Sajrát faluban halt meg, további négyen meghaltak Al-Hamrat faluban, és heten megsebesültek, mikor az egyik rakéta Al-Manzulban, a repülőtértől 4 km-re házakba esett. Az orosz védelmi minisztérium szerint négy katona meghalt, kettő pedig eltűnt.
Néhány megfigyelő arra a következtetésre jutott, hogy Oroszországot, és így Szíriát is értesítették az előkészületekről, így a hadseregnek volt elég ideje, hogy a harci repülőgépeket máshova telepítse át.

## Következmények
Néhány órával a támadás után a szíriai kormány harci repülőgépei szálltak fel Sajrát légibázisáról, hogy ismét a felkelők állásait támadják meg, többek között Hán Sejkúnt. A kommentátorok annak tulajdonítják Szíria képességeit, hogy az USA Oroszországot, Szíria szövetségesét előre figyelmeztette a támadásról, így Szíria el tudta menekíteni a repülőgépeit.
Oroszország a támadás után kevesebb mint egy nappal bejelentette, hogy megerősítené Szíria légi védelmét. Ugyanakkor hivatalosan tudatták a Pentagonnal, hogy Oroszország UTC szerinti 21 órakor (moszkvai idő szerint 2017. április 8-án 00:00-kor) felfüggesztette az USA–Oroszország Közös Megértés Memorandumot, mely alapján forródrót működött a két ország hadserege között, hogy elkerülhessék az összeütközéseket Szíriában. Ennek hatására Belgium felfüggesztette a szíriai légi jelenlétét, az USA pedig a lehető legkisebbre szorította vissza a légi támadások mértékét.
Szíriai kormánypárti hírforrások szerint a támadásból az ISIL profitált, és a Szíriai Légierő kelet-homszi jelenlétének hiányában több támadást is végre hajtottak a Szíriai Hadsereg Palmürától nyugatra fekvő védelmi vonalai ellen. Megtámadták az al-Furqalas falu határán álló ellenőrző pontokat, de ezeket a kísérleteket visszaverték. Az SOHR szerint a Sajráti Légibázis üzemképes maradt, és másnap már ismét használták a harci repülők. Az olaj ára a támadás után röviddel 2%-ot emelkedett.
A vegyi támadás és a rakétatámadás után az amerikai kormány ellentétbe került az USA 2013-tól 2017. március 30-ig folytatott politikájával, valamint Nikki Haley, az USA ENSZ-hez akkreditált nagykövetének, Rex Tillerson külügyminiszternek, Sean Spicer, a Fehér Ház Médiatitkárának és H. R. McMaster nemzetvédelmi tanácsadónak a nyilatkozataival. Az eltérés abban mutatkozott meg, hogy mennyire fontos a szíriai vezetés leváltása, és mi legyen az USA katonai szerepe az országban.
2017. április 7-én válságülést tartott az ENSZ BT, Bolívia nagykövete, Sacha Llorenty kezdeményezte, hogy zárt ajtók mögött tárgyalják meg az amerikai támadást, de az ENSZ BT abban a hónapban soros elnöke, az amerikai Nikki Haley, mindenképpen plenáris ülést akart tartani. Az ENSZ Hírügynöksége azt jelentette, hogy bár páran támogatták a megtorló akciót, amit a szíriai kormány állítólagosan vegyi fegyverek bevetésével végrehajtott támadására adtak válaszul, mások, mint az agresszió egyoldalú megnyilvánulása, elutasították azt, és kihangsúlyozták, hogy a Tanácsnak minden ilyen beavatkozást jóvá kell hagynia.
2017. április 8-án Boris Johnson brit külügyminiszter egy nyilatkozatot adott ki, mely szerint Rex Tillersonnal, az USA külügyminiszterével tartott megbeszélés után visszamondta az április 10-re Moszkvába tervezett látogatását. 2017. április 11-én az Olaszországban Luccában tartott ülésén a G7 egyhangúlag a szíriai kormány hadseregét tette felelőssé a vegyi támadásért, és abban is egyetértettek, hogy a békefolyamat részeként Aszadnak le kell mondania. A kontinentális tagok ellenezték az USA és az Egyesült Királyság ötletét, mely szerint szankciókat vezetnének be Oroszország és Szíria ellen.
2017. április 19-én az USA védelmi tisztviselői bejelentették, hogy Szíria a támadás után röviddel áttelepítette támadó repülőgépeit Khmeimimbe.

## Reakciók

### Amerikai Egyesült Államok

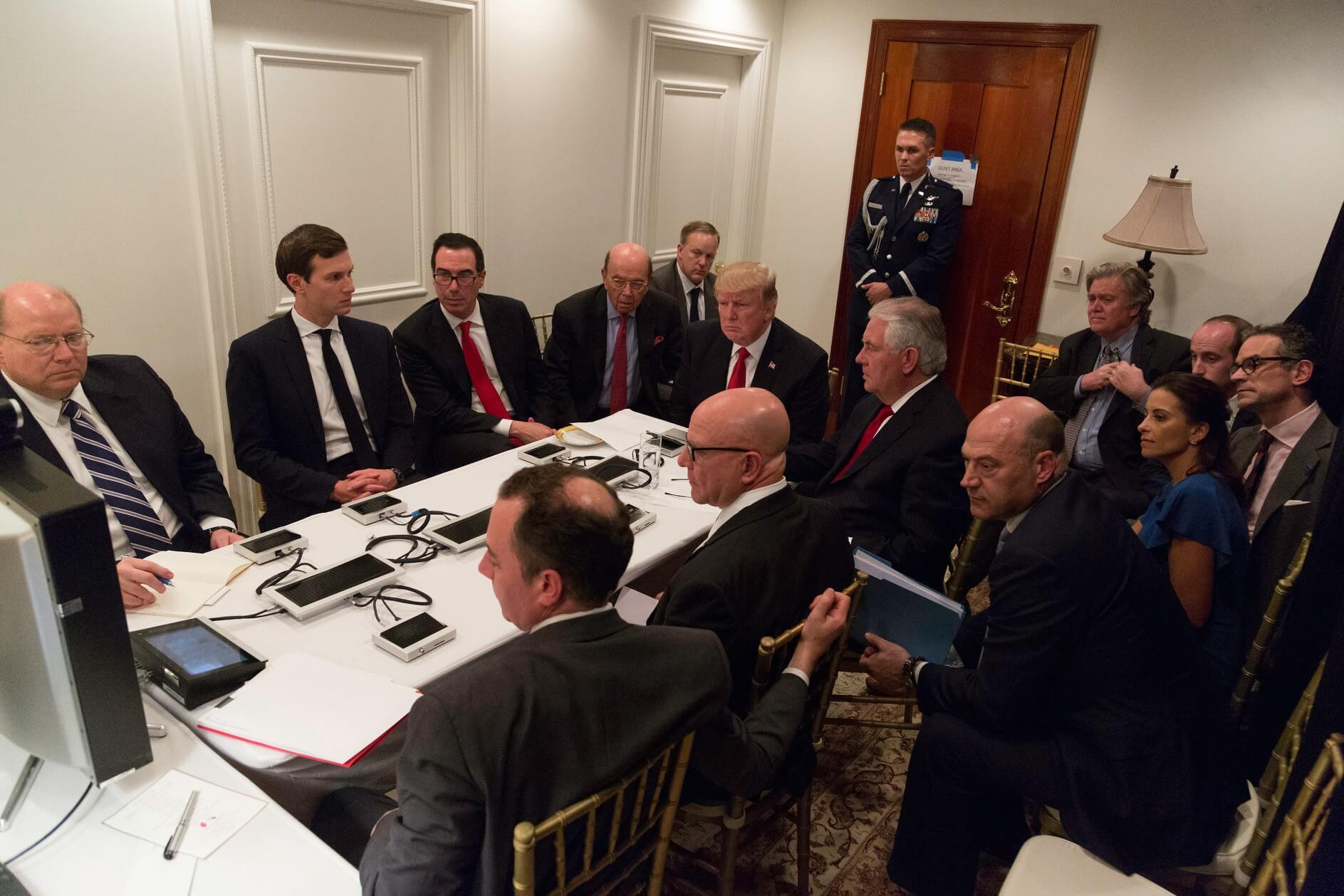
Trump a Nemzetbiztonsági csoporttól jelentést kap a Szíriában végrehajtott támadásról.

#### Politikusok
A Kongresszus tagjainak eltérőek voltak a véleményeik, melyek nem politikai hovatartozás alapján oszlottak meg. Paul Ryan, az USA házelnöke azt mondta, a „támadás szükséges és jól kiszámított mértékű volt.” Kevin McCarthy, a Ház Többségének Vezetője azt mondta: "Asszad bebizonyította, hogy ártatlan emberek életét semmibe veszi, amit bizonyít azzal is, hogy vegyi fegyvereket vet be ellenük. A ma esti támadás arra bizonyíték, hogy ennek vannak következményei.” A Ház Kisebbségének a vezetője, Nancy Pelosi azt mondta: "Úgy tűnik, a ma esti támadás megfelelő hatású válasz volt arra, hogy a rezsim vegyi fegyvereket vetett be.” A Szenátus Többségének Vezetője, Mitch McConnell azt mondta, a támadások „jól kivitelezettek voltak, a megfelelő célpontok ellen.” A Szenátus Kisebbségének Vezetője, Chuck Schumer azt mondta, "Biztosnak kell lennünk abban, hogy mikor Aszad ilyen megvetendő atrocitást követ el, meg fog érte fizetni.” Bill Nelson szenátor támogatásának adott hangot, és azt mondta, „Remélem ez majd megtanítja Aszadot arra, hogy még egyszer ne használjon vegyi fegyvereket.” Marco Rubio „ez egy fontos, döntő lépés volt.” Orrin Hatch az elnök nyilatkozatából idézve ezt twittelte: „Isten egyetlen gyermekének sem kellene ilyen horrorban szenvednie. Ámen.” John McCain és Lindsey Graham közös nyilatkozatukban ezt mondták: "Az előző vezetésekkel ellentétben Trump elnök döntő pillanatban szállt szembe Szíriával, lépéseket tett, megérdemli az amerikai nép támogatását.” Nyilatkozatukkal egyet értettek Bob Corker, Tom Cotton, Joni Ernst, Cory Gardner, David Perdue Ben Sasse és Thom Tillis szenátorok is. Sokakat, akik támogatták az akciót, úgy tűnik, nem érdekelte az, hogy nem volt semmi olyan jogi vagy alkotmányos felhatalmazás, mely indokolhatta volna a beavatkozást.
Más törvényhozók kritizálták az elnök döntését, vagy nagyobb óvatosságra szólítottak fel. Adam Schiffet, a Ház Hírszerzési Bizottságának tagját Dan Coats, a Nemzeti Hírszerzés igazgatója előre figyelmeztette a beavatkozásról. Ő arra hívta fel a figyelmet, „ennek a katonai beavatkozásnak ne vezetőváltás legyen a vége.” Seth Moulton, az iraki háború veteránja és Steve Russell közös közleményükben ezt írta: „Nem állhatunk szótlanul, miközben a diktátorok gyermekeket ölnek meg vegyi fegyverekkel olyan katonai akciókban, melyeknek nincsenek világos céljaik, a nézőpontokkal pedig sehova sem jutunk.” Chris Coons szenátor azt mondta: sajnálja, hogy „az Amerikai Egyesült Államok előre át nem gondolt katonai célok nélkül további katonai erőket küld Szíriába.” Ted Lieu képviselő és Tim Kaine szenátor a támadást alkotmányellenesnek nevezte. Előbbi ezt felelte: „Ezt a Kongresszusban lefolyt vita nélkül vitték végbe, az amerikai embereknek pedig nem magyarázták el, miért kellett ez.” Bernie Sanders azt felelte, hogy szerinte a támadás az USA-t hosszú távon is ingoványos területre viszi, és „az ilyen elkötelezettségek borzasztóak az amerikai biztonságra, az amerikai gazdaságra és az amerikai népre vonatkozóan.” Tulsi Gabbard képviselő még kritikusabb választ adott, mikor azt mondta: +Ez az eszkaláció rövid látásmódról tanúskodik, és még több polgár, még több menekült halálához és az al-Káida és a hozzá hasonló terrorszervezetek megerősödéséhez, valamint az Amerikai Egyesült Államok és Oroszország közötti nukleáris háború kitöréséhez vezethet.” Rajtuk kívül a következő törvényhozók fejtették ki kritikájukat: Michael Bennet, Ben Cardin, Ted Cruz, Dick Durbin, Ed Markey Jeff Merkley, Elizabeth Warren szenátorok és Joaquín Castro valamint Steny Hoyer képviselők.
Több liberálisabb beállítottságú republikánus képviselő is kritizálta a támadást. Mike Lee szenátor azt mondta, „Trump elnöknek ki kellene állnia az amerikai nép elé, és választott képviselőiknek kellene megvitatniuk egy újabb közel-keleti beavatkozásnak Amerika biztonsági érdekeire gyakorolt pozitív és negatív hatásait.” Rand Paul szenátor ezt tweetelte ki: „Miközben mindannyian elítéljük a Szíriában történt atrocitásokat, eközben senki nem támadta meg az Amerikai Egyesült Államokat.” Justin Amash képviselő ezt mondta: „A légi támadások háborús cselekmények. A Szíriában történtek nem jelentenek felmentést az Alkotmány előírásai alól, melyek meghatározzák, hogy a háború indításának joga a Kongresszust illeti meg.” Thomas Massie szerint ez „nagy hiba” volt. A Kongresszus volt tagja, Ron Paul azzal érvelt, hogy a szíriai „ügyek a helyzethez képest eléggé jól alakultak,” „nulla volt annak az esélye,” hogy Aszad önmagától vegyi fegyvereket vessen be, a támadást pedig egy „hamis zászlós hadművelet” volt.

#### Közvélemény

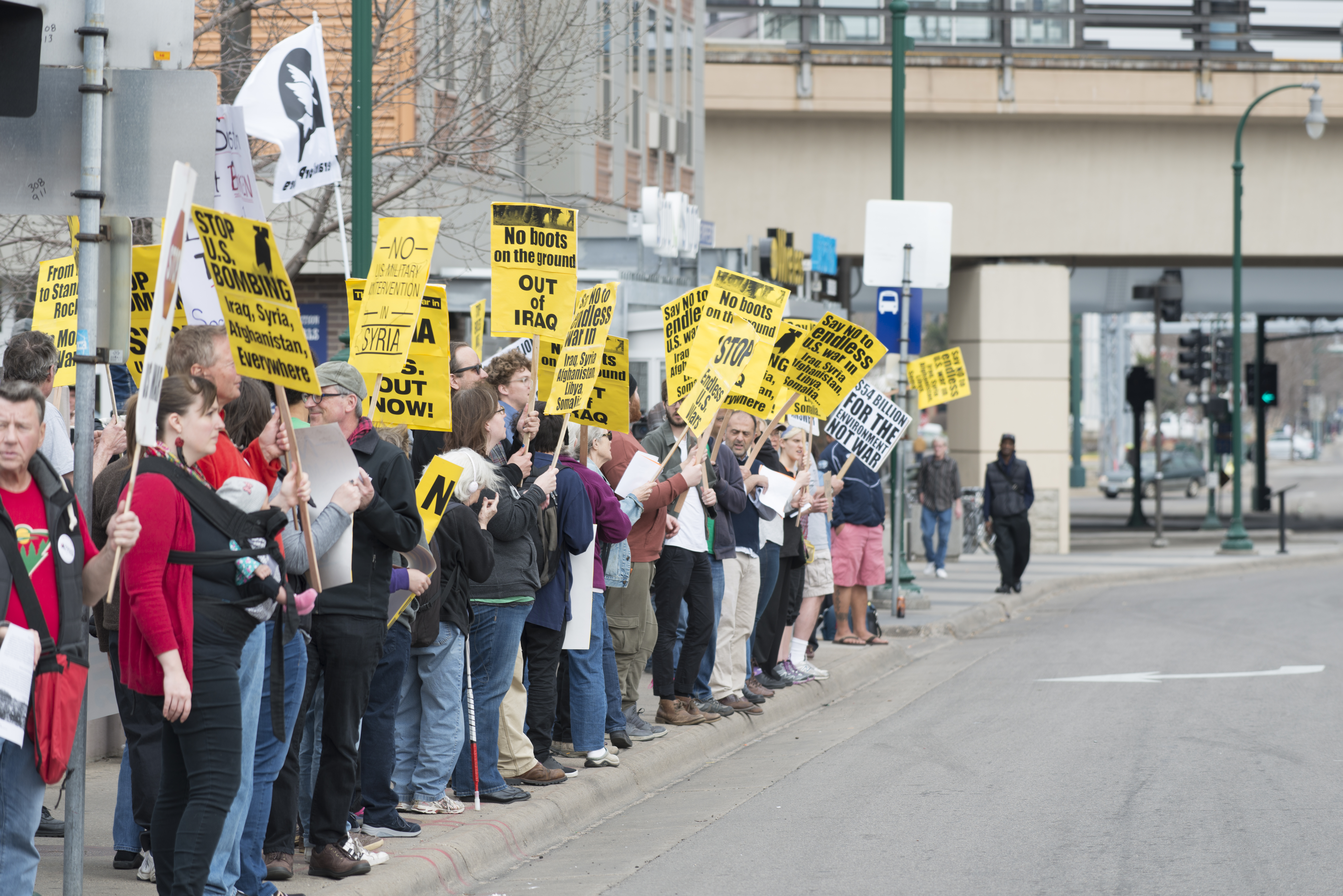
Tüntetők gyűltek össze Minneapolis déli részén a Lake Streeten, hogy a robbantások ellen tiltakozzanak.

A The Washington Post és az ABC News közös közvélemény-kutatása arra jutott, hogy az amerikai közvélemény „egy szűk többsége” támogatta a támadást, és egy hasonló táború többség ellenzett minden további katonai akciót a szíriai kormány ellen. A The Huffington Post és a YouGov felmérése szerint az amerikaiak 15%-a támogatta a döntést, és valamivel több mint harmada ellenezte magát a döntést és az összes további katonai beavatkozást, miközben 45%-nak nem volt világos álláspontja a jövőbeni akciókkal kapcsolatban. A CBS News jelentse szerint egy szűk többség /6/10) támogatta a támadást, de az egyetértés már nem mutatható ki a jövőbeni támadásokat illetően. A Politico és a Morning Consult közös mérése szerint a támadást a lakosság 66%-a támogatta, melyből 35% nagyon támogatta, 31% pedig valamennyire támogatta a lépést.
Sok jobboldali vagy a jobboldalhoz valamelyest hajló népszerű médiafigura ellenezte Trumpnak a Szíriában és a Közel-Keleten zajló háborúhoz való hozzáállását. Ann Coulter rámutatott, hogy Trump „azzal kampányolt, hogy nem vonódik bele a közel-keleti ügyekbe”, és sokan emiatt szavaztak rá.
Az USA-ban számos tüntetést tartottak, melyeket a támadás ellen szerveztek.

### Szíria és szövetségesei
A szíriai kormányt támogató Oroszország és Irán egyesített parancsnoksága azt mondta, a támadással átléptek „egy határvonalat”, és azzal fenyeget, hogy „az amerikai agresszióra” „erővel válaszolnak”.

#### Szíria
A szíriai állami média elítélte a támadást, és azt állította, közelebbről meg nem nevezett veszteségeket okozott. A Szíriai Hadsereg azt mondta, erre az lesz a válaszuk, hogy továbbra is „kifacsarják a terroristákat”, és „minden szíriai számára” visszaállítják a „békét és a biztonságot.” Homsz kormányzója, Talal Barazi azt mondta, a támadás azt bizonyítja, hogy az Amerikai Egyesült Államok a Szírián belüli terrorizmust támogatja. Barazi azt nyilatkozta a Szíriai Hírtelevíziónak, hogy „nem lepődnek meg azon, hogy a Szíriát ért sikertelen terrortámadások után ellentétek alakultak ki az ezt támogató felek között.”
Bassár el-Aszad szíriai elnök szóvivője a rakétatámadást „igazságtalannak és arrogáns agressziónak”, valamint „mértéktelen támadásnak” nevezte, és azt mondta, „ezek nem változtatják meg” a szíriai kormány „főbb politikáját.” Az ENSZ Biztonsági Tanácsának az ülésére delegált szíriai nagykövet, Bashar Jaafari azt mondta, „ezzel a cselekedettel Amerika az Iszlám Állam és az al-Nuszra Front, valamint több más terrorista csoport partnere lett” egyidejűleg ez az ENSZ Alapokmányának a megsértése is. Aszad elnök később azt mondta az AFP hírügynökségnek, a vegyik támadás „100%-ban kitalált,” és azzal vádolta az Amerikai Egyesült Államokat, hogy a vegyi támadást tekintve „kar karba öltve halad a terroriszákkal”. Azt is kifejtette, hogy a vegyi támadásra csak azért volt szükség, mert okot adhasson a Sajráti légi bázis elleni támadáshoz.
Najib Ghadbian, a Szíriai Forradalmi és Ellenzéki Erők Nemzeti Koalíciójának az egyik képviselője üdvözölte a támadásokat. „Ezek az első jó lépések, de azt szeretnénk, hogy ezek egy nagyobb stratégia részei lennének, mely véget vetne a tömeggyilkosságoknak, véget vetne a büntetlenségeknek, és reméljük, elvezet egy bizonyos politikai átalakuláshoz [Szíriában].” A törökbarát Kurd Nemzeti Tanács üdvözölte a Szíriában kilőtt rakétákat. „Minden szíriai – a kurdokat is beleértve – örül, és üdvözli az Amerikai Egyesült Államok ilyesfajta légi támadást.”
Salih Muslim Muhammad, a Demokratikus Unió Párt egyik vezetője azt mondta, a támadás „mindenképp pozitív hozadékkal jár, mert azok a felek, akik nem bíznak a politikai ,megoldásban, „átgondolják”, és”meglátják, hogy kanailag nem lehet véget vetni”, az USA-t pedig „rákényszerítették” a támadásra. A Demokratikus Unió Párt „azt remélte”, hogy az USA nemcsak a szíriai kormányt, hanem más csoportokat is, aki használták ezt Rojavában, Rakkában és Sheikh Maqsoodban.”

#### Oroszország
Az orosz elnök szóvivője azt mondta, az amerikai támadás „egy agresszív lépés volt egy szuverén állam ellen, mellyel egy kitalált indítékra hivatkozva megsértették a nemzetközi jog normáit,” melyre „nem volt példa” az orosz-amerikai kapcsolatokban. Az orosz kormány is azt hangoztatta, hogy ezzel el akarták terelni a világ figyelmét az iraki polgári áldozatokról (ez egy közvetlen utalás volt a 2017-es moszuli légi támadásra, ahol 200-nál is többen haltak meg). Az orosz külügyminisztérium szerint a támadás alapjai hibás hírszerzési információk voltak, megsértették a nemzetközi jogot, ezért felfüggesztették az USA-val megkötött, a „Repülésbiztonsági Balesetek Megelőzéséről” kötött Egyetértési Memorandumot, és az ENSZ BT mihamarabbi összehívását sürgette. Szergej Lavrov orosz külügyminiszter a támadást Irak 2003-as megszállásához hasonlította. Dmitrij Medvegyev orosz miniszterelnök azt mondta, a támadás miatt az USA annak a fordulópontján van, hogy hadat viseljen Oroszország ellen. Oroszország válaszul a Földközi-tenger keleti részébe vezényelte a Grigorovics tengernagy osztályba sorolt fregattját, és figyelmeztette az USA-t, hogy a támadásnak „nagyon komoly következményei” lehetnek.

#### Irán
Irán elnöke, Hasszán Rohani elítélte az USA katonai támadását, és azt mondta, Trump egyszer azt nyilatkozta, „a terroristák ellen akar harcolni, de ma minden szíriai terrorista ünnepli az USA támadását.” Mohammad Javad Zarif iráni külügyminiszter Twitter-üzenete szerint "Nem egészen két évtizeddel 9/11 után az USA hadserege Jemenben és Szíriában ugyanazon az oldalon harcol, mint az al-Káida és az ISIL. Itt az ideje megállítani a túlzásokat és az álcázást.” A USA-nak a vegyi fegyverek bevetésére adott válaszát képmutatónak nevezte, mivel az Amerikai Egyesült Államok támogatta, hogy Szaddám Huszein iraki hadserege vegyi fegyvereket vessen be az irak–iráni háborúban.
A pénteki ima idején Teheránban a hívek tüntettek a támadás ellen, és a szaúdi királyi családra utalva ezt kántálták: „Halál al-Szaúdra.” Ezek mellett lehetett hallani a Halál Amerikára rigmust is. Mohammad Emami Kashani, a pénteki ima vezetője szerint az USA „őrült”, és átkozta annak „bűneit.” Kashani ajatollah azt mondta, az amerikaiak „vegyi fegyvereket és vegyületeket adtak a terroristáknak, miközben ők maguk is terrorizmust teremtenek világszerte.”

### Nemzetközi válaszok
Albánia, Ausztrália, Bahrein, Bulgária, Kanada, Csehország, Dánia, Észtország, Franciaország, Grúzia, Németország, Izrael, Olaszország, Japán, Jordánia, Koszovó, Kuvait, Lettország, Litvánia, Új-Zéland, Norvégia, Lengyelország, Katar, Románia, Szaúd-Arábia, Törökország, Ukrajna, az Egyesült Arab Emírségek, és az Egyesült Királyság kormányai általában támogatták a támadást, többek szerint ez egy erős üzenet és figyelmeztetés arra, hogy a jövőben ne használjanak vegyi fegyvereket. A NATO és az Európai Unió is kifejezte, hogy támogatják a támadást. Április 10-én az EU madridi csúcsértekezletén az EU déli országainak (Ciprus, Franciaország, Görögország,, Olaszország, Málta, Portugália és Spanyolország) vezetői a feltételezett vegyi támadással összehasonlítva az USA rakétatámadása „érthető” volt.
Jean Asselborn, Luxemburg külügyminisztere megjegyezte, meglepő az USA és Trump Aszad felé megnyilvánuló politikájában beállt változás, megoldásként pedig nemzetközi diplomáciai erőfeszítést javasolt. Szlovákia és Hollandia érti, miért került sor a támadásokra, de fontos, hogy a helyzetet minél hamarabb stabilizálják. Finnország az ENSZ BT szerepét hangsúlyozta abban, hogy tűzszünetet érjen el, valamint megteremtse a békéhez szükséges politikai tárgyalások hátterét. Ausztria szintén a helyzet eszkalálódásának megállítását sürgette, és szerinte a szíriai helyzetre nem lehet katonai megoldást találni csakis politikai helyzetkezelés jöhet szóba. Ciprus kormánya szerint a támadással nem sértették meg a nemzetközi jogot, mert ezt az emberi jogok széles körű megsértése miatt indították.
A kínai, a görög és a svéd kormány közömbösen fogadta a támadást, míg Indonézia kormánya a támadások miatti ellenvéleményének adott hangot. Trump azt mondta, Hszi Csin-pingnek, Kína legfőbb vezetőjének és Mar-a-Lago-i vendégének, mikor elhagyta az üdülőövezetet, hogy ő rendelte el a támadást, és a lövedékek a céljaik közelében csapódtak be. Rex Tillerson szavai szerint Hszi azt mondta Trumpnak, megérti, hogy katonai választ adott olyan vegyi támadásra, melyben gyermekek és életüket vesztették. Az egyiptomi külügyminisztérium „a konfliktus folytatására” biztatta az Egyesült Államokat és Oroszországot, és azt sürgette, hogy a válságra égső és tartós megoldást találjanak. Így tett Szijjártó Péter magyar külügyminiszter is, aki szerint a polgárháborút „nem lehet egy orosz-amerikai egyetértés nélkül megoldani.” Juan Manuel Santos, Kolumbia elnöke és a Béke Nobel-díj 2016-os kitüntetettje a szíriai konfliktus politikai megoldását sürgette, valamint azt, hogy az Amerikai Egyesült Államok és Oroszország kezdjenek politikai párbeszédet annak érdekében, hogy elkerüljék a már amúgy is összetett helyzet további eszkalálódását. Svájc kormánya sürgette a nemzetközi közösséget, hogy próbálják meg az eszkalálódó szíriai helyzet megoldását diplomáciai keretek között, a katonai konfrontálódás kizárásával megoldani. Enda Kenny ír kormányfő szerint a támadás „mély aggodalmakat szül”.
Fehéroroszország, Oroszország, Brazília, Bolívia és Venezuela kormányai ellenezték a támadást. Bolívia szerint ez a nemzetközi jogot is sérti. Irán szerint a támadás tovább erősíti a terroristákat, és tovább bonyolítja a háborút. Bolívia küldötte, Sacha Llorenty „imperialista akciókkal” vádolta meg az USA kormányát, az USA mostani BT-beli helyzetét pedig a 2003-as szituációval vetette össze, mikor Colin Powell tévesen állította, hogy Irak tömegpusztító fegyvereket rejteget. Nicolás Maduro venezuelai elnök szerint a támadások „illegálisak”, „a nemzetközi jogot sértőek” voltak, „hazugságára épültek”, és szerinte Szíria most azért megy keresztül a válságon, hogy ezzel segítsék „az USA imperialista érdekeit.” Fehéroroszország, mint „elfogadhatatlant”, elítélte a támadást miközben Venezuela szerint a támadás Szíria szuverenitásának a megsértése. Aloysio Nunes Ferreira brazil külügyminiszter elítélte az USA „haderejének egyoldalú bevetését” úgy, hogy arra az Egyesült Nemzetek Szervezete nem adott felhatalmazást. Észak-Korea azt írta, a támadások az agressziónak olyan formái, melyeket nem lehet megbocsátani, és ez is rámutat arra, országuk miért folytathatja nukleáris programját.
António Guterres, az ENSZ főtitkára felszólított mindenkit, hogy „tartózkodjanak minden olyan cselekménytől, mely tovább mélyítheti a szíriai nép szenvedését,” és hozzátette, „nincs a konfliktus megoldásának más módszere, mint a politikai tárgyalások.”

## Külső hivatkozások
- Az USA Védelmi Minisztériumának közleménye
- Documentation of assessment by Russian experts of the strike, Jamestown Foundation, Eurasia Daily Monitor, Vol. 14, Issue 50, by Roger McDermott